# Decagonaal prisma
Een decagonaal prisma is een prisma met een tienhoek als grond- en bovenvlak en 10 parallellogrammen als zijvlak. Wanneer de zijvlakken van het decagonale prisma vierkanten zijn, is het een halfregelmatig veelvlak. Het heeft in dat geval een duaal veelvlak: de decagonale bipiramide. De oppervlakte {\displaystyle A}, met {\displaystyle a} de lengte van een zijde, van een halfregelmatig decagonaal prisma wordt gegeven door:
{\displaystyle A=\left(5{\sqrt {5+2{\sqrt {5}}}}+10\right)a^{2}\approx 25,388418a^{2}}